# Pseudapis femoralis
Pseudapis femoralis là một loài Hymenoptera trong họ Halictidae. Loài này được Pallas mô tả khoa học năm 1773.